# Saito
Saito (Japans: 西都市, Saito-shi) is een Japanse stad in de prefectuur Miyazaki. In 2014 telde de stad 30.955 inwoners. 

## Geschiedenis
Op 1 november 1958 werd Saito benoemd tot stad (shi).
Steden:
Ebino · Hyuga · Kobayashi · Kushima · Miyakonojo · Miyazaki (hoofdstad) · Nichinan · Nobeoka · Saito

Districten:
Higashimorokata · Higashiusuki · Kitamorokata · Koyu · Nishimorokata · Nishiusuki
Gemeenten per district